# Stultus quoque si tacuerit, sapiens reputabitur
Stultus quoque, si tacuerit, sapiens reputabitur ("anche lo sciocco, se avrà taciuto, sarà considerato saggio") è una locuzione latina utilizzata per dissuadere dall'esprimersi coloro che tendono a parlare di materie o argomenti di cui non hanno nessuna competenza.